# Cholestaza ciężarnych
Cholestaza ciężarnych (ang. intrahepatic cholestasis of pregnancy) – łagodna choroba obejmująca drogi żółciowe i wątrobę, samoistnie ustępująca po rozwiązaniu ciąży schorzenie, występująca wskutek nadwrażliwości na hormony normalnie wytwarzane w czasie ciąży (estrogeny, progesteron). Z uwagi, że największe stężenie hormonów występuje około 30. tygodnia ciąży (głównie estrogenów), objawy choroby pojawiają się najczęściej właśnie w tym okresie. Częstość występowania w polskiej populacji szacuje się na 1-4%, natomiast wśród Indian andyjskich sięga 25%.

## Patogeneza
U podłoża choroby leży wewnątrzwątrobowy zastój żółci, który powoduje podwyższenie stężenia:
- kwasów żółciowych,
- AlAT (ALT),
- AspAT (AST),
- bilirubiny,
- fosfatazy alkalicznej (ALP).

## Objawy kliniczne
Objawy pojawiają się przede wszystkim w III trymestrze ciąży, rzadko przed 20. tygodniem. Są to:
- nasilony świąd skóry zwykle rozpoczynający się od dłoni i stóp, silniejszy nocą
- żółtaczka w okresie 1-4 tygodni od ustąpienia świądu
- hepatomegalia (powiększenie wątroby)

Świąd nasila się wraz z upływem ciąży – najsilniej odczuwalny jest w okresie bezpośrednio poprzedzającym poród. Objawy cholestazy ustępują w ciągu 2–3 tygodni po porodzie.

## Leczenie
- z przyczyn matczynych w zasadzie nie wymagałoby leczenia z uwagi na łagodny i przemijający charakter. W przypadku uporczywego świądu skóry stosuje się kwas ursodeoksycholowy lub cholestyraminę. Z uwagi na zaburzenia pracy wątroby – może prowadzić do upośledzenia produkcji czynników krzepnięcia i następowej zwiększonej skłonności do krwawienia. Dlatego stosuje się również witaminę K[3].
- wpływ na dziecko
  - zagrożenie porodem przedwczesnym (do 40% ciąż)
  - sporadycznie wewnątrzmaciczne obumarcie płodu
  - obowiązuje częste monitorowanie stanu płodu!

Wystąpienie u kobiety objawów cholestazy ciężarnych jest przeciwwskazaniem do stosowania antykoncepcji hormonalnej.

## Rokowanie
W przypadku cholestazy ciężarnych nie zwiększa się umieralność okołoporodowa, zwiększa się jednak częstość porodów przedwczesnych.